# Liste des maires de Saint-Cloud
La liste des maires de Saint-Cloud présente la liste des maires de la commune française de Saint-Cloud, située dans le département des Hauts-de-Seine en région Île-de-France.
Cette liste des maires est disponible dans le hall de la mairie de Saint-Cloud.

## L'Hôtel de ville
La première mairie était située dans un immeuble de la rue Haute.
L'hôtel de ville actuel a été construit entre février 1870 et 1874 – les travaux furent interrompus durant la guerre de 1870 et reprirent en avril 1873 – sur les plans de l'architecte communal Julien Bérault. Le bâtiment est agrandi en 1924 par l'architecte communal Henri Renard puis en 1966, celui-ci est surélevé et à nouveau agrandi selon les plans de l'architecte Maurice Benezech,.

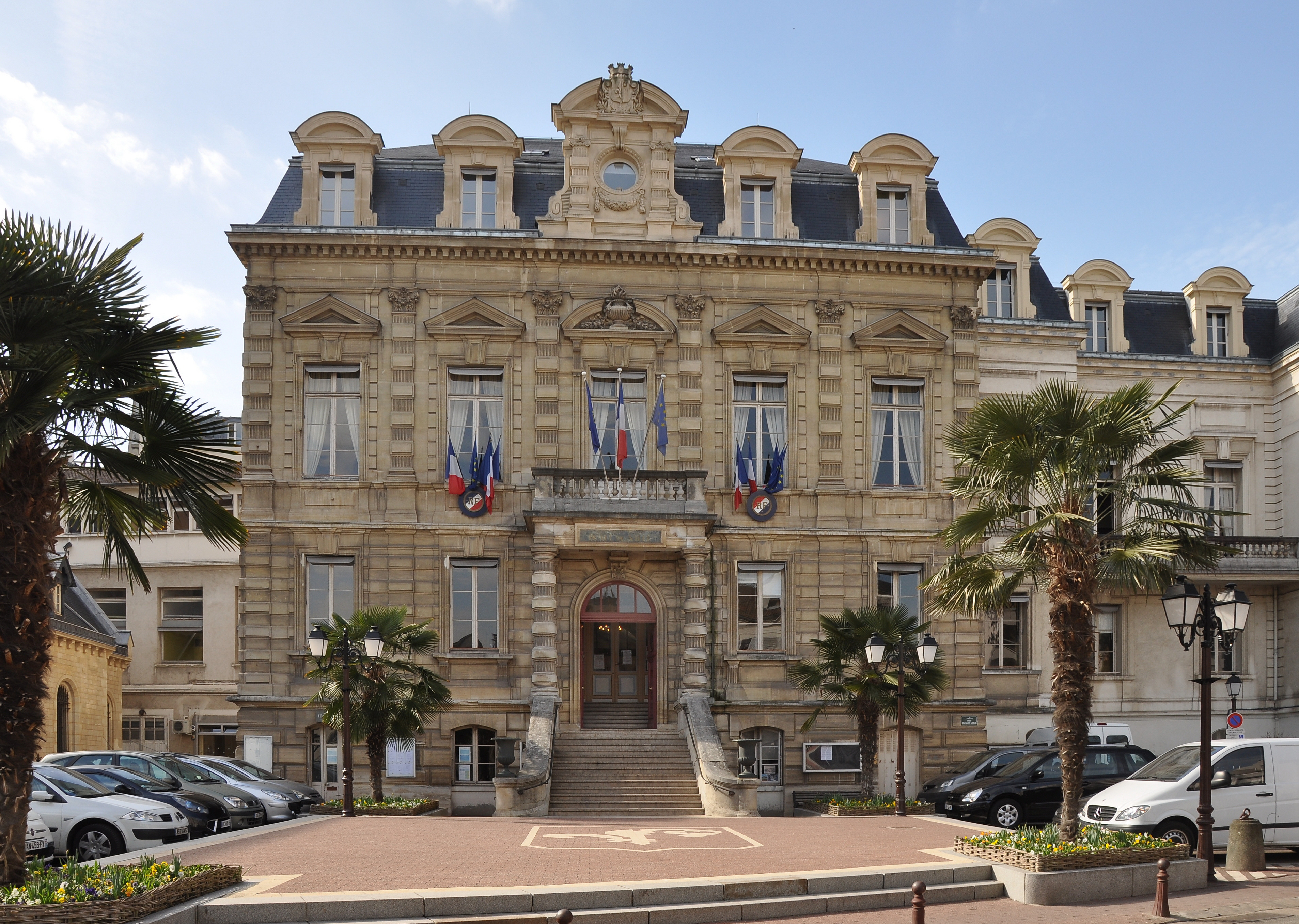
L'Hôtel de ville.
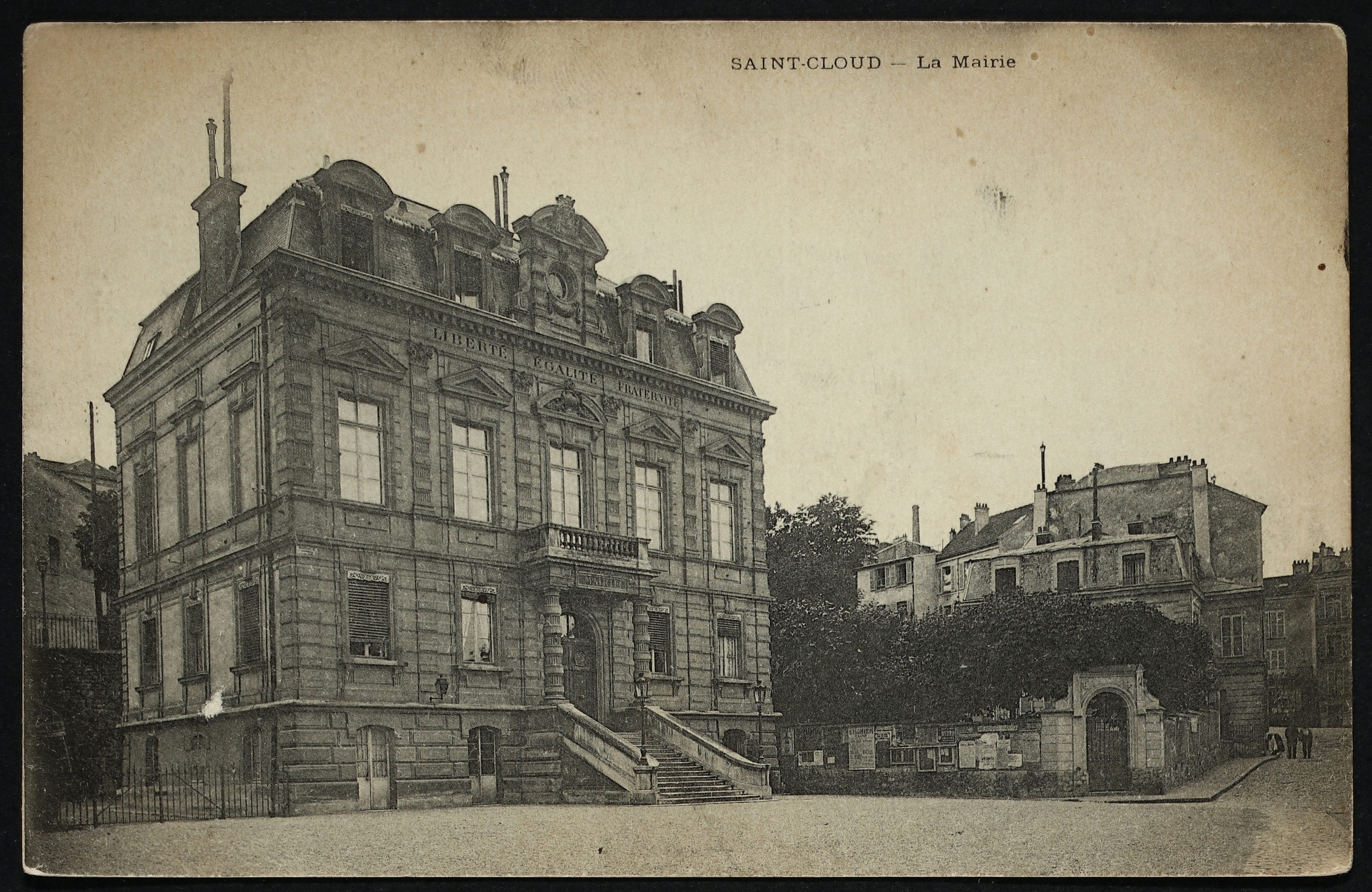
L'Hôtel de ville en 1900.

## Liste des maires

### Entre 1790 et 1945
| Période         | Période        | Identité                           | Étiquette | Qualité                                                                                               |
| --------------- | -------------- | ---------------------------------- | --------- | --- |
| 28 janvier 1790 | novembre 1792  | Jean-Antoine Quitelle              |           | |
| novembre 1792   | novembre 1794  | Florentin Renard                   |           | |
| novembre 1794   | avril 1795     | Quentin Belson                     |           | |
| avril 1795      | janvier 1796   | Pierre Denis                       |           | |
| janvier 1796    | avril 1796     | Charles-Joseph Bauquier            |           | |
| avril 1796      | décembre 1796  | Charles Claude Bellier             |           | |
| décembre 1796   | mai 1799       | Charles-Joseph Bauquier            |           | |
| mai 1799        | mars 1800      | Jean Joseph Édeline                |           | |
| mars 1800       | septembre 1802 | Charles-Joseph Bauquier            |           | |
| septembre 1802  | avril 1817     | Pierre François Horace Barret      |           | |
| avril 1817      | janvier 1825   | Abraham Justin Silly               |           | |
| janvier 1825    | mai 1829       | Vallienne                          |           | |
| mai 1829        | octobre 1831   | Fournel                            |           | |
| octobre 1831    | janvier 1834   | Pierre François Horace Barret      |           | |
| janvier 1834    | juin 1837      | François Michaux                   |           | |
| juin 1837       | janvier 1850   | Philippe Jules Berthon             |           | Chef de bureau au Ministère de l'Intérieur Conseiller général de Sèvres ((1848 → 1850) Démissionnaire |
| janvier 1850    | septembre 1852 | Jacques Moulin                     |           | |
| septembre 1852  | mai 1853       | Jean Rodet                         |           | |
| mai 1853        | décembre 1854  | Pierre Duval Le Camus              |           | Peintre et lithographe                                                                                |
| décembre 1854   | juin 1860      | Eugène Preschez                    |           | Notaire                                                                                               |
| juin 1860       | juin 1868      | Louis Ambroise Germain (1812-1869) |           | Avocat                                                                                                |
| juin 1868       | mai 1871       | Léon Tahère                        |           | Médecin                                                                                               |
| mai 1871        | mai 1874       | Jules Senard                       |           | Avocat                                                                                                |
| mai 1874        | mai 1878       | Ferdinand Tordo                    |           | |
| mai 1878        | mai 1888       | Ferdinand Chartier                 |           | |
| mai 1888        | mai 1908       | Alfred Belmontet                   |           | |
| mai 1908        | mai 1912       | René Weill                         |           | |
| mai 1912        | décembre 1919  | Henri Dujardin                     |           | |
| décembre 1919   | avril 1926     | Ernest Tissot                      |           | |
| avril 1926      | mai 1935       | Alphonse Moguez                    |           | |
| mai 1935        | mai 1935       | Henry Lehmann                      |           | Conseiller du Commerce extérieur Premier adjoint (1935 → 1940)                                        |
| mai 1935        | mai 1941       | Charles Blum                       |           | Fondateur des Établissements Charles Blum et Cie                                                      |
| mai 1941        | novembre 1944  | Michel Salles                      |           | |
| novembre 1944   | mai 1945       | Jean Le Guen                       |           | Chef de district à la SNCF Président du Comité local de libération                                    |
| mai 1945        | juillet 1945   | Michel Salles                      |           | |
| juillet 1945    | juillet 1945   | Gaston Rollin                      |           | |

### Depuis 1945
Depuis 1945, quatre maires se sont succédé à la tête de la commune.
| Période          | Période                   | Identité             | Étiquette       | Qualité |
| ---------------- | ------------------------- | -------------------- | --------------- | --- |
| 1er juillet 1945 | 21 mars 1971              | Francis Chaveton     | MRP puis CD     | Conseiller général de Saint-Cloud (1964 → 1973) |
| 21 mars 1971     | 16 avril 1992             | Jean-Pierre Fourcade | RI puis UDF-PR  | Inspecteur des finances, Ministre (1974 → 1977), Sénateur des Hauts-de-Seine (1977 → 2011), Conseiller général de Saint-Cloud (1973 → 1989) Démissionnaire |
| 16 avril 1992    | 13 juin 2005              | Bertrand Cuny        | UDF puis UMP    | Ancien élève de l’école polytechnique, ingénieur général de l'armement, chef d'entreprise Directeur à la DATAR (1976 → 1981) Président de la CA Cœur de Seine (? → ?) Démissionnaire |
| 13 juin 2005,    | En cours (au 23 mai 2020) | Éric Berdoati        | UMP-LR puis DVD | Escrimeur, chef d'entreprise Député des Hauts-de-Seine (2010 → 2012) Conseiller général puis départemental de Saint-Cloud (2011 →) Président de la CA Cœur de Seine (? → 2015) Vice-président de l'EPT Paris Ouest La Défense (2016 →) Réélu pour le mandat 2014-2020, Réélu pour le mandat 2020-2026 |

## Conseil municipal actuel
Les 35 sièges composant le conseil municipal ont été pourvus le 15 mars 2020 lors du premier tour de scrutin. Actuellement, il est réparti comme suit : 

## Pour approfondir